# MCMAP

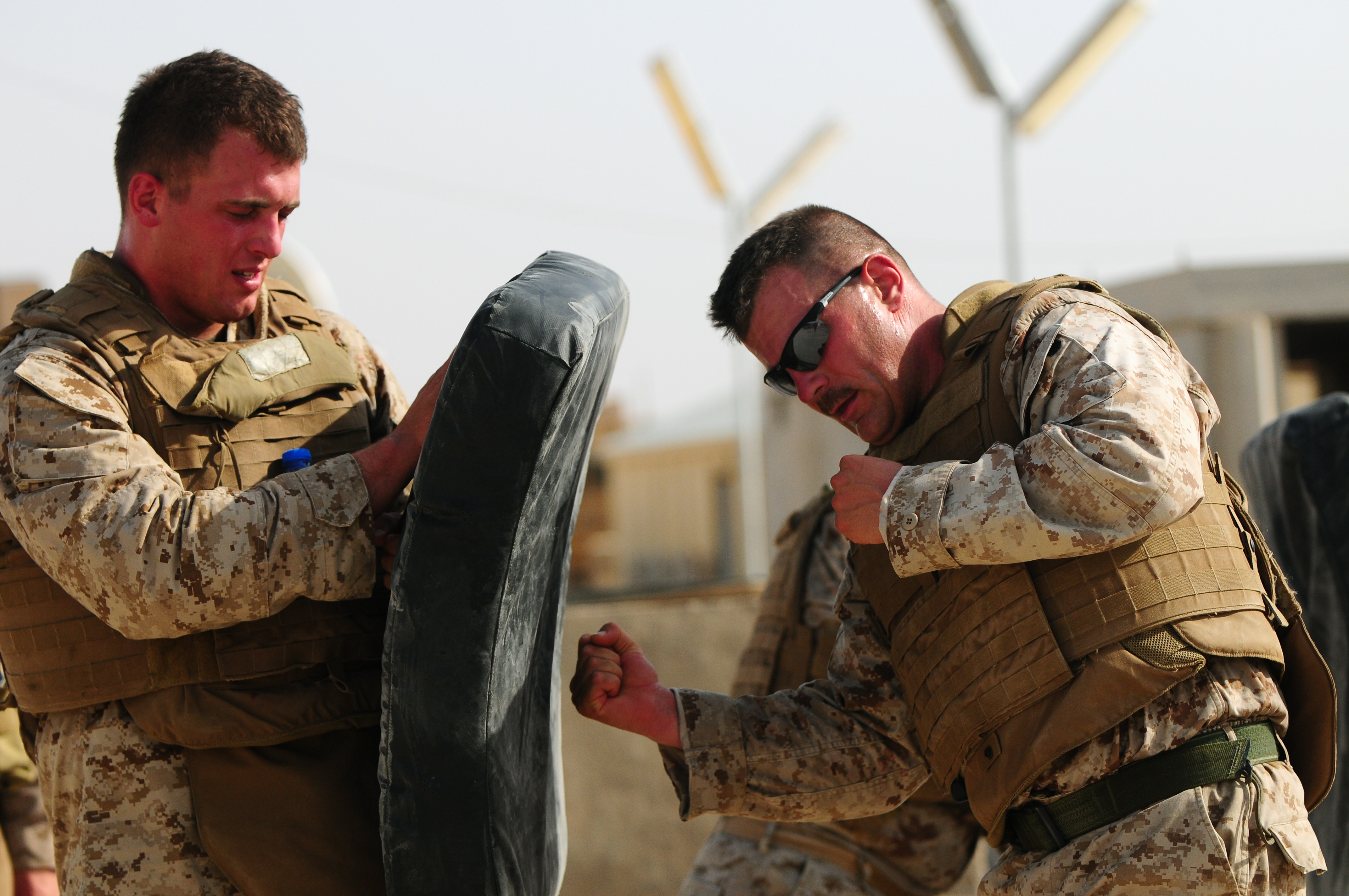
Тренинг ударных техник МСМАР в полевых условиях Афганистана

MCMAP (Marine Corps Martial Arts Program, программа боевых искусств корпуса морской пехоты США) — единая система самообороны, принятая на вооружение в начале 2000-x первоначально в корпусе морской пехоты США, в настоящий момент является обязательной частью подготовки американских военнослужащих.

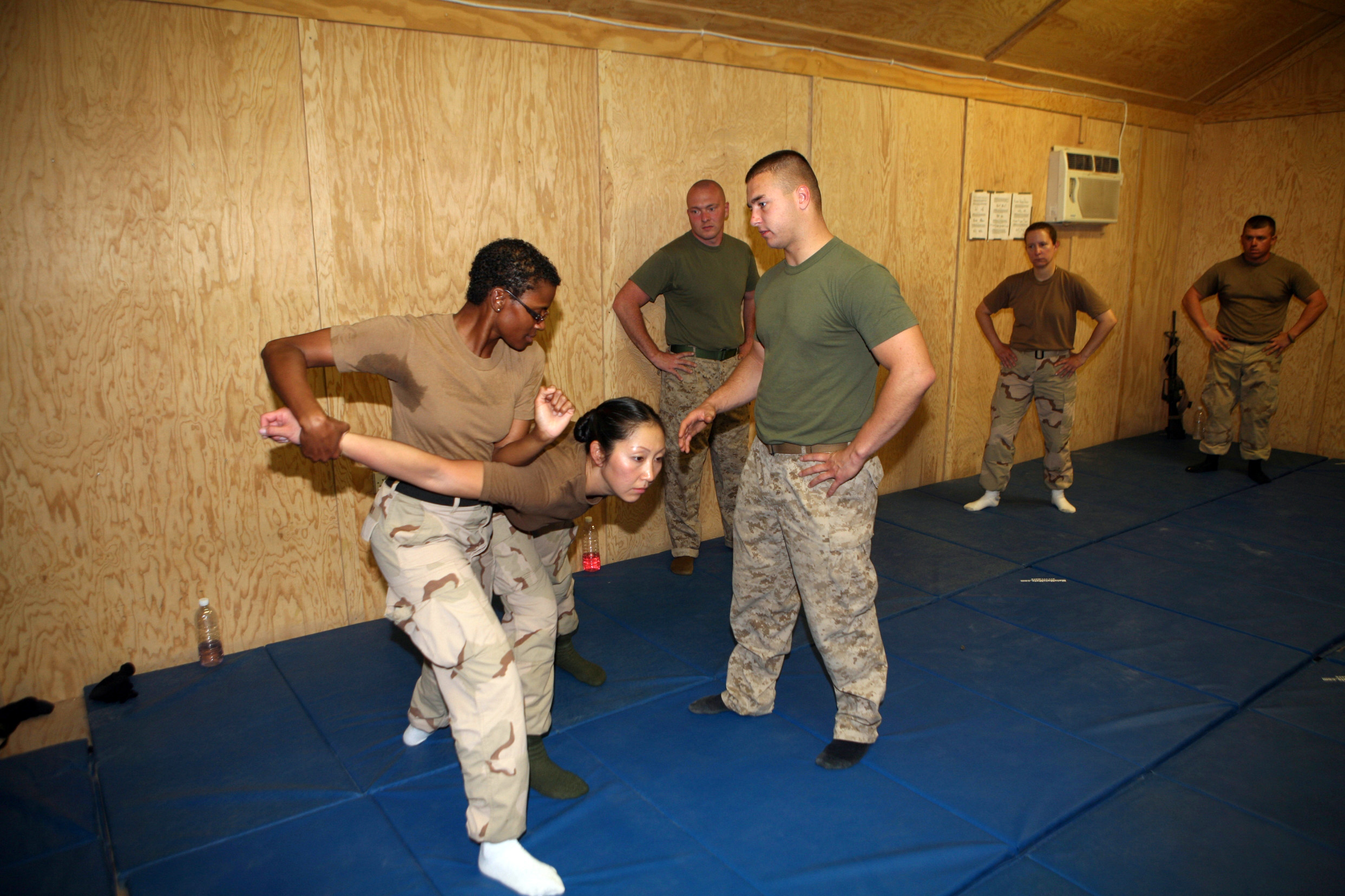
Тренинг военных моряков MCMAP на борту корабля, первый уровень (пояс цвета Tan)

По результатам войн 1990-х годов в персидском заливе военным руководством США было признанно, что предыдущая система самообороны LINE утратила свою эффективность, а обучение самообороне в войсках в целом организовано неудовлетворительно. К началу 2000-х в корпусе морской пехоты США была разработана новая система самообороны MCMAP и организована подготовка инструкторов.
По сравнению с предыдущей системой LINE, созданной ещё в 1960-е годы, в новую MCMAP были добавлены более «мягкие» техники — например, болевые удержания полицейского типа, работа с палкой (полицейской дубинкой).
Система MCMAP условно делится на умственно-психологический, личностный (морально-волевой) и непосредственно прикладной аспекты, но чётко провести между ними границы трудно, так как эти три компонента представлены на каждой ступени обучения.
В умственно-психологической части изучаются опыт рукопашного боя и боевого духа предшествующих воинственных цивилизаций (африканских зулусов, индейцев апачей, античных спартанцев) и военных конфликтов, разумное/достаточное применение приёмов рукопашного боя в различных условиях, проводится разбор реальных ситуаций. Курсантам дают основы практической психологии.

Система поясов MCMAP в соответствии с пройденным уровнем обучения. Розовые и красные нашивки на поясе обозначают статус инструктора.

В личностной (морально-волевой) части курсанта натаскивают на агрессивный боевой дух и инициативность, лидерские качества, регулярно «делают прививку» здорового патриотизма. На этапах итоговой аттестации курсанта могут «завалить», если у него недостаточно высокий боевой дух, даже при отличном выполнении техник рукопашного боя.
В прикладной раздел кроме собственно рукопашного боя без оружия, с палкой (полицейской дубинкой) и с ножом входят бой на мягких палках-pugil в защитном снаряжении (некое подобие боя с автоматом-винтовкой в руках), борьба на земле в партере, штыковой бой, поединки в условиях слабой освещённости и на фоне усталости, свободные спарринги без оружия. Акцент в этих тренировках делается на выработку агрессивности и силы воли, стрессоустойчивость.
Система обучения рукопашному бою в морской пехоте США состоит из пяти этапов, в которых первые два обязательны для каждого новобранца, а остальные три являются дополнительным курсом для желающих и для подготовки инструкторов. Для офицеров обязательны ступени с первой по третью включительно. Перескочить этап или аттестоваться в ускоренном порядке невозможно. По окончании каждого этапа военнослужащий сдаёт зачёт с демонстрацией изученной техники.
Первый этап обучения MCMAP включает в себя 27,5 часов основных занятий, эта стадия в обязательном порядке входит в первоначальный 12-недельный период обучения («курс молодого бойца») рекрутов морской пехоты. Изучаются стойка и передвижения в ней, простейшие удары руками и ногами. После сдачи зачёта курсанту выдают пояс (брючный ремень) цвета «кофе с молоком» (цвет Tan). На каждом последующем этапе курсантам даются более сложные техники по сравнению с предыдущими этапами.
Вторая ступень обучения MCMAP рассчитана на 25 учебных часов, занятия так же проводятся преимущественно на открытом воздухе. Этот этап проходит в следующей «учебке», где в течение месяца-двух морпехи осваивают дополнительные общевойсковые дисциплины и свою основную военную специальность-MOS. После сдачи зачёта курсанту выдают пояс (брючный ремень) серого цвета.
Третий этап требует на своё освоение 25 учебных часов, по его окончании выдаётся зелёный пояс. К третьему этапу допускаются морские пехотинцы, уже отслужившие некоторое время в войсках. После сдачи зачёта курсанту выдают пояс (брючный ремень) зелёного цвета. Все офицеры морской пехоты США должны иметь аттестацию как минимум третьей ступени с зелёным поясом. Получив статус инструктора, с этого этапа военнослужащий может обучать системе MCMAP по всем предыдущим уровням.
Четвёртый этап обучения — ЗЗ учебных часа. На этом этапе изучаются болевые воздействия на ноги, безоружный против ножа и палки, удушения в партере, тактики штыкового боя «один против двоих», «двое надвое», «двое на одного». Как дополнительные навыки на четвёртом этапе по материалам ФБР курсантам дают теоретические основы общей безопасности в жизни в целом. После сдачи зачёта курсанту выдают пояс (брючный ремень) коричневого цвета.
Пятый этап, заключительный — 40 учебных часов. Изучаются более сложные варианты техник всех предыдущих ступеней, добавляются скручивание шеи противника, штыковой бой в условиях затемнения / стеснённости и против неожиданно нападающего противника, работа ножом обратным хватом, удушение верёвкой и палкой, безоружный против пистолета, даются более широкие понятия об использовании подручных предметов в качестве оружия, дополнительные знания по физиологии (костно-мышечная и нервная системы). После сдачи зачёта курсанту выдают пояс (брючный ремень) чёрного цвета.

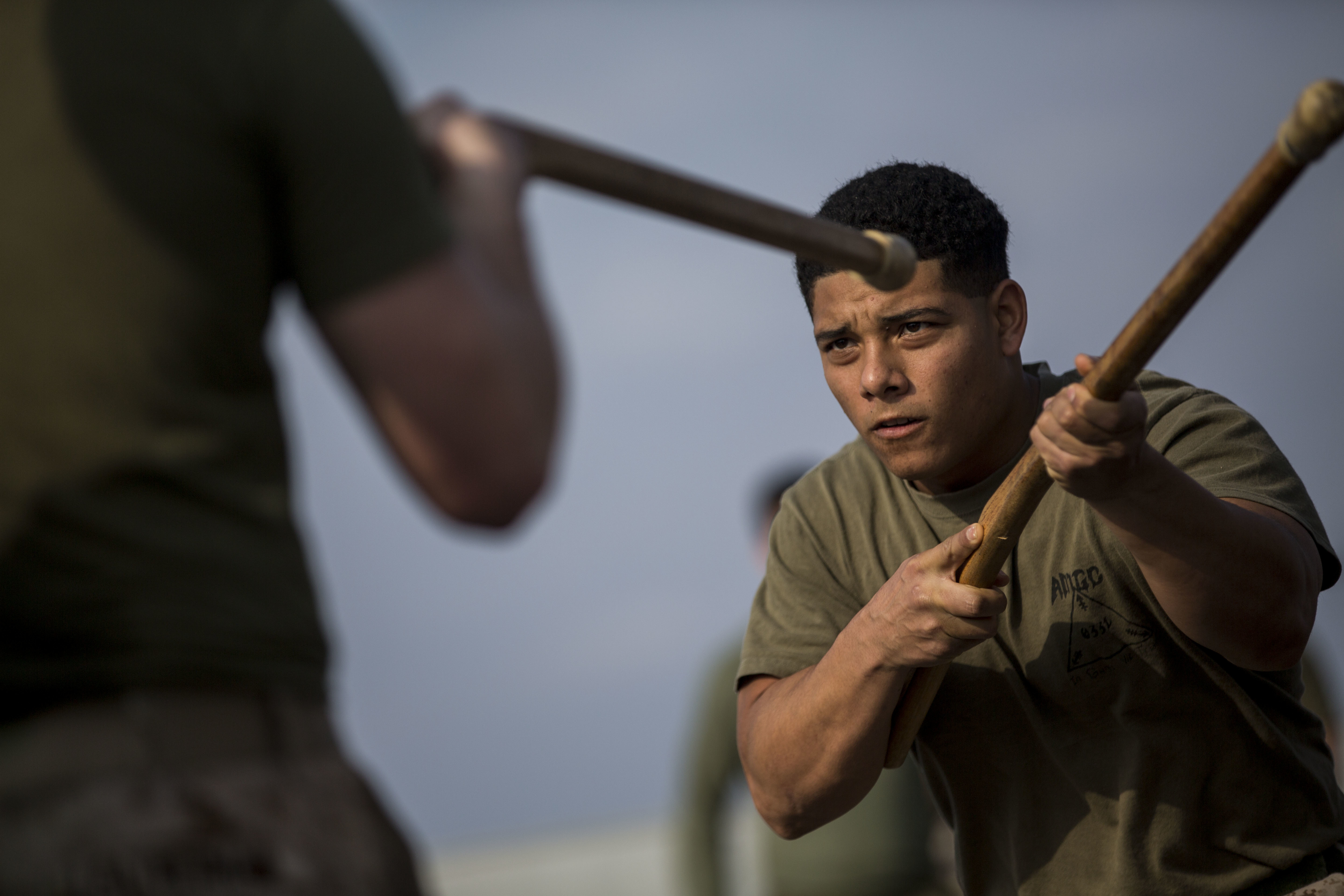
Тренинг штыкового боя в MCMAP

Акцент в MCMAP делается на прямолинейную агрессивную атаку и на простейшую тактику: серия ударов / подсечка / добивание (либо болевое удержание). В рамках MCMAP американским военным дают элементарные знания по прикладной психологии и физиологии человека: как вести себя перед толпой враждебных мирных жителей; как преодолевать боевой стресс; как распознать у сослуживца моральное выгорание и склонность к суициду; о борьбе с алкоголизмом и наркоманией в морской пехоте; как устроена костно-мышечная система и многое другое.
В спецподразделениях «рейнджеров», «зелёных беретов», «морских котиков» система MCMAP введена без изменений с 2007 года. С 2009 года система MCMAP является обязательной частью подготовки военных пилотов, в BBC она слегка изменилась и поменяла имя на Air Force Combative Program (AFCP, Программа самозащиты BBC). В сухопутных войсках систему сократили до четырёх этапов и убрали из неё штыковой бой.
Marine Corps Martial Arts Program (MCMAP) является стройной рациональной системой, которая:
- ориентирована на быструю подготовку большого числа военнослужащих;
- легко усваивается курсантами, не имеющими опыта занятий самообороной;
- воспитывает в курсантах здоровую агрессивность, высокий боевой дух и гордость за принадлежность к элитным войскам;
- имеет на вооружении ограниченный, но эффективный набор техник как жёсткого, так и гуманного характера;
- не требует для своего усвоения особых требований к физподготовке курсанта;
- не требует для обучения спортивной униформы, сложного инвентаря, тренажёров и специальных помещений;
- включает в себя продуманную систему подготовки инструкторов;
- имеет проработанную учебно-методическую базу с поэтапной аттестацией, регулярным повторением и контролем усвоенного материала;
- легко адаптируется под разные задачи путём сокращения/замены арсенала приёмов;
- даёт хорошую базу для понимания общих принципов боевых искусств и дальнейшего саморазвития в этой области.[1][2][3][4][5][6][7][8]

Общая физподготовка (ОФП) не входит в курс МСМАР — ОФП, полосу препятствий и плавание новобранцы ВС США отрабатывают отдельно. В МСМАР нет различия в преподавании для военнослужащих мужчин и женщин — и те и другие изучают систему на общих основаниях. В настоящий момент система МСМАР полностью введена в программу обучения военнослужащих корпуса морской пехоты США и бойцов специальных подразделений, развёрнуто обучение лётного состава всех родов войск, проведена адаптация системы для подготовки военных моряков и сотрудников спецслужб.